# Svenska Ringetteförbundet
Svenska Ringetteförbundet är ett specialidrottsförbund för ringette. Det bildades 1994 och valdes in som associerad medlem i Riksidrottsförbundet 2003.